# Heideland, Brandenburg
Heideland är en kommun i Landkreis Elbe-Elster i förbundslandet Brandenburg i Tyskland. 
Kommunen bildades den 31 december 2001 genom en sammanslagning av de tidigare kommunerna Eichholz-Drößig och Fischwasser. Kommunen ingår i kommunalförbundet Amt Elsterland tillsammans med kommunerna Rückersdorf, Schilda, Schönborn och Tröbitz.